# فیل سفید (فیلم ۲۰۱۱)
فیل سفید (به انگلیسی: Elephant White) فیلمی محصول سال ۲۰۱۱ و به کارگردانی پراکیا پینکائو است. در این فیلم بازیگرانی همچون جایمن هانسو و کوین بیکن ایفای نقش کرده‌اند.